# مايكل ستيوارت براون
مايكل ستيوارت براون (بالإنجليزية: Michael Stuart Brown) ـ (ولد في بروكلين بنيويورك في 13 أبريل 1941) هو طبيب أمريكي حاصل على  جائزة نوبل في الطب سنة 1985 مناصفة مع مواطنه جوزف غولدشتاين.

## مولده ونشأته
ولد مايكل براون في 13 أبريل 1941 في بروكلين بنيويورك، وهو أكبر أبناء هارفي براون الذي كان يعمل تاجراً للأقمشة وإيفيلين براون وهي ربة منزل. عندما كان في الحادية عشرة من عمره انتقلت أسرته إلى ولاية بنسلفانيا حيث التحق هناك بمدرسة شلتنهام الثانوية Cheltenham High School.

## دراسته الأكاديمية
التحق بكلية الفنون والعلوم بجامعة بنسلفانيا حيث تخرج عام 1962 متخصصاً في الكيمياء. وفي عام 1966 حصل براون على شهادة الطب من مدرسة الطب بجامعة بنسلفانيا ثم قضى عامين في وظيفة طبيب مقيم بقسم الأمراض الباطنة بمستشفى ماساتشوستس العام في بوسطن حيث التقى جوزف غولدشتاين شريكه في جائزة نوبل.

## عمله الطبي والبحثي
عمل براون في المعهد القومي للصحة بين عامي 1968 و1971 حيث عمل في البداية في مجال أمراض الجهاز الهضمي والأمراض الوراثية ثم التحق بمعمل الكيمياء الحيوية، وهناك تعلم براون علم الإنزيمات المبادئ الأساسية التي تنظم عمليات الأيض (الميتابولزم).
وفي عام 1971 التحق براون بشعبة الجهاز الهضمي في قسم الأمراض الباطنة بكلية الطب التابعة لجامعة تكساس في مدينة دالاس حيث تأثر بدونالد سلدين Donald W. Seldin رئيس قسم الأمراض الباطنة آنذاك.
وفي عام 1974 رقي براون إلى درجة أستاذ مشارك بقسم الأمراض الباطنة ثم أصبح أستاذاً عام 1976، وفي العام التالي مباشرة عين أستاذاً لكرسي بول توماس للطب والوراثة ومديراً لمركز الأمراض الوراثية.

## عضويته في الجمعيات المتخصصة
انتخب براون في عام 1980 عضواً بالأكاديمية القومية الأمريكية للعلوم، وهو أيضاً عضو بكل من الأكاديمية الأمريكية للفنون والعلوم، والجمعية الأمريكية للأبحاث الإكلينيكية، وجمعية الأطباء الأمريكيين، والجمعية الأمريكية للمختصين بالكيمياء الحيوية، والجمعية الأمريكية للبيولوجيا الخلوية.

## روابط خارجية
- مايكل ستيوارت براون على موقع الموسوعة البريطانية (الإنجليزية)
- مايكل ستيوارت براون على موقع مونزينجر (الألمانية)
- مايكل ستيوارت براون على موقع ميوزك برينز (الإنجليزية)
- مايكل ستيوارت براون على موقع إن إن دي بي (الإنجليزية)